# Runelvys Hernández
Runelvys Antonio Hernández (nacido el 27 de abril de 1978 en Santo Domingo) es un lanzador derecho dominicano de que jugó en las Grandes Ligas de Béisbol como abridor.
Hernández hizo su debut en Grandes Ligas el 15 de julio de 2002, con los Reales de Kansas City. El fomento de su campaña de novato se manifestó con un récord de 4-4 y una efectividad de 4.36 en 74 innings y un tercio en 12 aperturas.
Inicialmente pensado como el as derecho del equipo en 2003 que publicó el primer récord ganador de la franquicia en nueve temporadas, Hernández se convirtió en el lanzador del opening-day para el mánager de los Reales, Tony Peña. Después de pasar las primeras cinco semanas clasificando en casi todas las categorías de pitcheo, Hernández falló al tratar de lanzar aquejado por un dolor, y su temporada terminó después de 16 aperturas. Terminó la temporada con un récord de 7-5, pero perdió toda la temporada 2004 debido a una cirugía Tommy John.
El 17 de julio de 2005, Hernández incitó una pelea por golpear con un lanzamiento al campocorto de los Tigres de Detroit Carlos Guillén en la cabeza abrirendo la sexta entrada. Los dos continuaron el intercambio de palabras en la línea de primera base, y Hernández tiró el guante y se fue después de Guillén. En total, siete jugadores fueron expulsados, sobre todo Kyle Farnsworth, que abordó a Jeremy Affeldt para reactivar la situación que se había calmado. Más adelante en su carrera con los Reales, Hernández se metió en una pelea con su receptor John Buck.
El 26 de agosto de 2006, Hernández lanzó su primera blanqueada en un juego completo contra los Azulejos de Toronto. La victoria fue aún más especial, ya que derrotó a Roy Halladay, uno de los mejores lanzadores en el juego.
Hernández fue liberado por los Reales el 7 de diciembre de 2006, y firmó un contrato de ligas menores con los Medias Rojas de Boston el 22 de diciembre de 2006. El contrato que firmó con los Medias Rojas incluía una cláusula de salida que se haría efectiva si no estaba en el roster de Grandes Ligas el 1 de junio. En esa fecha, él esa opción y fue liberado. El 5 de junio, firmó un contrato de ligas menores con los Yanquis de Nueva York. Fue liberado un mes después, el 6 de julio. El 17 de julio, firmó un contrato de ligas menores con los Piratas de Pittsburgh, pero sería liberado a menos de un mes.
El 17 de enero de 2008, Hernández firmó un contrato de ligas menores con los Astros de Houston. Hernández, quien terminara con récord de 25-36 durante su carrera en Grandes Ligas, pudo haber sido suspendido por dar positivo por una sustancia basada en las anfetaminas. Sin embargo, la Oficina del Comisionado de la Major League Baseball anunció el viernes 17 de octubre de 2008 que había retirado la suspensión del ex lanzador de los Astros después de haber proporcionado la documentación de su médico. La Oficina del Comisionado también emitió un breve comunicado para aclarar que ese examen positivo del 12 de junio de 2008 no constituía una violación, y que Hernández no sería sujeto a acciones disciplinarias.
El 22 de diciembre de 2008, Hernández firmó con los Samsung Lions en la Organización Coreana de Béisbol. Fue liberado meses más tarde, el 9 de julio de 2009.